# Акимов, Владимир Михайлович (учёный)
Владимир Михайлович Акимов (1926—1982) — советский учёный в области авиационных двигателей, профессор; заместитель начальника ЦИАМ. Лауреат Государственной премии.

## Биография
Родился 28 июля 1926 года в Москве.
После окончания школы поступил в Московский авиационный институт, который окончил в 1949 году. Был направлен на работу в Центральный институт авиационного моторостроения (ЦИАМ). До 1955 года занимался исследованием процессов в газовых турбинах, результаты которых способствовали развитию теории газовых турбин и практике их создания; наиболее существенным стало исследование влияния числа Рейнольдса на эффективность турбин. В 1954 году была разработана методика расчёта осесимметричного пространственного потока в газовой турбине, проведены исследования с различными вариантами спрямляющих решёток и защищена кандидатская диссертация. С 1956 года участвовал в работах по автоматизированному сбору и обработке данных стендовых измерений; для ряда опытных двигателей были показаны причины и разработаны методы определения перегрева лопатки на больших высотах; был выявлен ряд физических закономерностей, относящихся, прежде всего, к особенностям рабочего процесса в элементах двигателя в условиях полёта на больших высотах и скоростях. За научные достижения при экспериментальных исследованиях газотурбинных двигателей различных схем в высотно-скоростных условиях в 1968 году получил Государственную премию СССР.
Ещё в 1962 году В. М. Акимов стал руководителем отдела надёжности двигателей ЦИАМ, исследования которого привели к созданию методов количественной оценки надёжности и нормирования безотказности и выявлена закономерность «роста надёжности» двигателей в процессе их серийного производства и эксплуатации, которая получила наименование «принцип обратной связи В. М. Акимова». Результаты исследований были представлены в докторской диссертации, которую он защитил в 1971 году. 
С 1973 года В. М. Акимов — первый заместитель начальника ЦИАМ. В 1977 году он вторично получил Государственную премию СССР. За практическое решение вопросов перевода двигателей на эксплуатацию по техническому состоянию он был удостоен премии Совета Министров СССР за 1981 год.
Преподавал в качестве профессора на кафедре «Теория ВРД» МАИ, филиал которой был создан при ЦИАМ. Был членом экспертного совета ВАК СССР.
Умер в 1982 году. Похоронен на Введенском кладбище (уч. 26).

## Награды и звания
- Награждён орденами Октябрьской революции и «Знак Почёта», медалями
- Дважды лауреат Государственной премии СССР (1968, 1977)
- Лауреат премии Совета министров СССР (1971)